# Satz von Jung
Der geometrische Satz von Jung (benannt nach Heinrich Jung) macht eine mathematische Aussage darüber, wie groß eine Kugel in einem {\displaystyle n}-dimensionalen Raum sein muss, die eine vorgegebene Menge von Punkten einschließt.

## Formulierung
Es seien endlich viele Punkte {\displaystyle a_{1},a_{2},\dots ,a_{k}\in \mathbb {R} ^{n}} gegeben, und es sei {\displaystyle d:=\max \nolimits _{i,j=1,\dots ,k}\|a_{i}-a_{j}\|_{2}}
der maximale Euklidische Abstand zweier Punkte. 
Der Satz von Jung besagt, dass es eine {\displaystyle n}-dimensionale Kugel mit einem Radius {\displaystyle r\leq d{\sqrt {\tfrac {n}{2(n+1)}}}} gibt, so dass alle Punkte
{\displaystyle a_{1},a_{2},\dots ,a_{k}} innerhalb der Kugel (den Rand eingeschlossen) liegen.
Weiterhin ist der Mittelpunkt der Kugel mit kleinstmöglichem Radius eindeutig bestimmt.

## Spezialfall einer Ebene
Am bekanntesten ist der Fall von Punkten in der Ebene, d. h. {\displaystyle n=2}. In diesem Fall besagt der Satz von Jung, dass der Radius
{\displaystyle r\leq d/{\sqrt {3}}} ist.
Für die drei Eckpunkte eines gleichseitigen Dreiecks benötigt man genau diesen Radius.